# Bloxamia bohemica
Bloxamia bohemica är en svampart som beskrevs av Minter & Hol.-Jech. 1981. Bloxamia bohemica ingår i släktet Bloxamia och familjen Helotiaceae.   Inga underarter finns listade i Catalogue of Life.